# مشیرفه قبلیه، ادلب
مشیرفه قبلیه (به عربی: مشیرفة قبلیة) یک روستا در سوریه است که در ناحیه تمانعه واقع شده‌است. مشیرفه قبلیه ۴۹۳ نفر جمعیت دارد.